# Universitat Nacional Experimental de les Arts
La Universitat Nacional Experimental de les Arts (UNEARTE) és una universitat pública de Veneçuela fundada el 2008 i cotutelada pel Ministeri del Poder Popular per a l'Educació Universitària juntament amb el Ministeri del Poder Popular per a la Cultura.
Compta amb set centres d'estudi i creació artística amb el nom de creadors veneçolans emblemàtics com Aquil·les Nazoa, Modesta Bor, Armando Reverón, Jacobo Borges, Candelario Aray, Argimiro Gabaldón i Santiago Mariño.
Els estudis de llicenciatura abasten els camps de les arts audiovisuals, arts plàstiques, dansa, educació per a les arts, història, música, teatre, orfebreria i joieria. Els estudis de postgrau estan centrats en les arts i les cultures amb una visió descolonial.